# Аушев Володимир Єгорович
Аушев Володимир Єгорович — український фізик, доктор фізикоматематичних наук, педагог.
Відомий за значний вкад у підтримку експериметнальної фізики високих енергій в Україні, навчання студентів методам обробки експериметнатьних данних з колайдерів елементарних частинок DESY та BELLE.